# De kallar mig Disträ
De kallar mig disträ är Frispråkarns (Mats Håkan Bäckman) första musikalbum.

## Låtlista
1. Haka
2. Vad Händer Då
3. Singel
4. Svea Rike Land
5. Kriga Mig Fram
6. Dagen Ni Föds
7. Sliter I Det Tysta
8. Mer
9. Du E Min Bror
10. Man Säger Dumma Saker
11. Tusen Tack